# Wola Łęczeszycka
Wola Łęczeszycka – wieś sołecka w Polsce położona w województwie mazowieckim, w powiecie grójeckim, w gminie Belsk Duży.
W latach 1975–1998 miejscowość administracyjnie należała do województwa radomskiego.
We wsi znajduje się dawny przystanek kolejowy Wola Łęcieszycka na linii Kolei Grójeckiej, który od 1938 do 1988 roku obsługiwał rozkładowy ruch pasażerski. Istnieje różnica w pisowni pomiędzy nazwą wsi a nazwą przystanku.